# Lemene
Le Lemene (Lemit en frioulan) est un fleuve de la région de Vénétie et du Frioul-Vénétie Julienne, en Italie du Nord.

## Parcours
Le Lemene naît dans une zone d’exsurgence de la plaine du Frioul occidental, à l’Est de Casarsa, sous le nom de Roggia Versa. Après avoir passé San Vito al Tagliamento, la Roggia (Lemene) reçoit les eaux de la Roiuzza et de la Roggia di Gleris, prenant alors le nom de Lemene.

Le cours d'eau continue jusqu’à Portogruaro. Il reçoit alors à sa droite la Roggia Versiola, à l'endroit où le fleuve est traversé par le caractéristique Ponte di Sant'Andrea, voisin de deux moulins du VX siècle, symbole de la cité.

Le Lemene reçoit ensuite le fleuve Reghena et, après avoir traversé Concordia Sagittaria, prend un cours plus sinueux et reçoit les eaux du fleuve Loncon, puis se jette dans la Lagune de Caorle, dont les eaux débouchent dans la mer Adriatique par le canal Nicesolo.

Alimenté surtout par des eaux de résurgence, le Lemene a un débit relativement constant, ce qui le rend navigable de Portogruaro à l’embouchure de la lagune, à proximité de la mer.

## Affluents
Le fleuve compte 9 affluents.
- Roggia di Gleris
- Roggia Roiuzza
- Venchieredo
- Rio Roiale
- Roggia Versiola
- Reghena
- Roggia San Giacomo
- Canale La Vecchia
- Loncon

## Communes traversées

### Province de Pordenone
- Casarsa della Delizia, San Vito al Tagliamento, Sesto al Reghena

### Province de Venise
- Gruaro, Teglio Veneto, Portogruaro, Concordia Sagittaria, Santo Stino di Livenza
- Caorle

## Source
- (it) Cet article est partiellement ou en totalité issu de l’article de Wikipédia en italien intitulé « Lemene » (voir la liste des auteurs)

### Articles liés
- région Frioul-Vénétie Julienne
- région de Vénétie
- Caorle
- Lagune